# Maria Ormani
Maria Ormani, nata Maria di Ormanno degli Albizzi (Repubblica di Firenze, 27 aprile 1428 – Monastero di San Gaggio, 1470), è stata una religiosa, calligrafa e miniatrice italiana.

## Biografia
Nata a Firenze nel 1428, era figlia di Ormanno e nipote di Rinaldo degli Albizzi. Sua madre era Leonarda Frescobaldi, ed era l'unica femmina dei suoi genitori, che avevano anche cinque figli maschi. Suo nonno e suo padre, oppositori politici dei Medici, furono esiliati da Firenze rispettivamente nel 1434 e 1436, quando Cosimo de' Medici riprese il potere in città dopo esserne stato esiliato proprio a causa di Rinaldo. Il 20 novembre 1438 le venne imposto di entrare nel convento di San Gaggio, nell’ordine di Sant' Agostino, con una dote pagata dalla città, e da subito mostrò la sua propensione per le arti e in particolar modo per la pittura. Divenne ben presto una calligrafa e fine miniaturista nello scriptorium del suo convento. Morì nello stesso nel 1470. 
Il convento di San Gaggio era noto come un centro culturale di alto livello, dedito a ospitare solo fanciulle delle migliori famiglie. Era rinomato come uno dei migliori scriptorium femminili della regione, e produceva lavori sia per la comunità monastica di Santo Spirito che per quella di Santa Monica, e possedeva una biblioteca di oltre 132 testi, messi a disposizione delle religiose e delle educande. Era attivo anche nell'industria tessile, producendo corredi di gran pregio per spose di alto rango.

## Opere

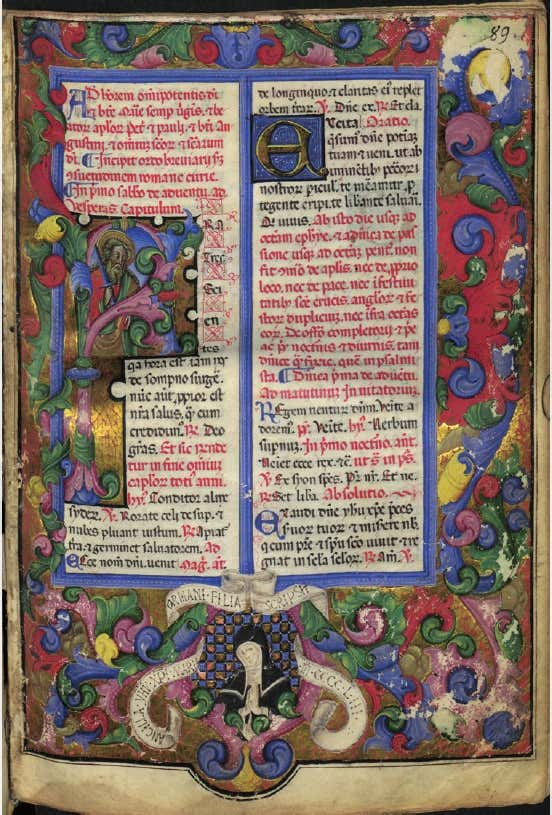
Pagina del breviario miniato da Maria. In basso è possibile vedere il suo autoritratto

La sua opera principale è il Breviarium cum Calendarium ad usum Ordinis San Agustini, codice membranaceo conservato nella Biblioteca Imperiale di Vienna, una raccolta di inni e preghiere che suor Maria miniò e scrisse nel 1453, arricchito con cinquantacinque busti di santi e scene variegate nei capilettera. È un esempio noto per la sua eccezionalità, sia per la pregevole fattura, che per il fatto che Maria ha dipinto il suo ritratto con la firma e la data: si tratta del primo autoritratto femminile noto nella storia occidentale. Nell'autoritratto, la giovane suora si è raffigurata in abiti monacali, con le mani giunte e la testa inclinata, con lo sguardo che spazia fuori dal bordo decorato. Il nodo rappresenta il suo matrimonio mistico con Cristo, mentre sul cartiglio che incornicia il ritratto si legge: Ancilla Iesu Christi Maria Ormani filia scripsit MCCCCLIII.
L'eleganza nelle decorazioni, realizzate con abbondanza di particolari, e la sua posizione centrale, quasi autonoma, dichiara la consapevolezza della sua importanza. L'autoritratto è stato letto anche come una dichiarazione di orgoglio aristocratico, ma allo stesso tempo, la posa e l'iscrizione suggeriscono le parole e il gesto dell'annunciazione della Vergine, la cui umiltà era molto appropriata ad una monaca agostiniana.